# Оноковская сельская община
Оноковская сельская общи́на (укр. Оноківська сільська громада) — территориальная община в Ужгородском районе Закарпатской области Украины.
Административный центр — село Оноковцы.
Население составляет 6 544 человека. Площадь — 120 км².

## Населённые пункты
В состав общины входит 5 сёл: Каменица, Гута, Невицкое, Оноковцы и Ореховица.